# Budimir Mietalnikow
Budimir Aleksiejewicz Mietalnikow (ros. Будимир Алексеевич Метальников, ur. 27 września 1925 w Moskwie zm. 1 września 2001 tamże) – radziecki scenarzysta filmowy oraz reżyser. Absolwent wydziału scenariuszowego WGIK. Zasłużony Działacz Sztuk RFSRR. Został pochowany na Cmentarzu Wagańkowskim w Moskwie.

## Wybrana filmografia

### Wybrane scenariusze
- 1960: Zwykła historia
- 1961: Miłość Aloszy
- 1963: Statek odpływa o świcie (na podstawie powieści Konieckiego)
- 1965: Kobiety (na podstawie powieści Iriny Wielembowskiej)
- 1965: Sumienie (na podstawie powieści Pawłowej)
- 1967: Dom i gospodarz
- 1969: Czajkowski
- 1981: Trzy razy o miłości

Źródło: